# Roing
Roing é uma vila no distrito de Lower Dibang Valley, no estado indiano de Arunachal Pradexe.

## Demografia
Segundo o censo de 2001, Roing tinha uma população de 10 106 habitantes. Os indivíduos do sexo masculino constituem 57% da população e os do sexo feminino 43%. Roing tem uma taxa de literacia de 73%, superior à média nacional de 59,5%: a literacia no sexo masculino é de 79% e no sexo feminino é de 66%. Em Roing, 14% da população está abaixo dos 6 anos de idade. 